# Fredede bygninger i Skanderborg Kommune
Denne liste over fredede bygninger i Skanderborg Kommune viser alle fredede bygninger i Skanderborg Kommune, bortset fra kirker. Listen bygger på data fra Kulturarvsstyrelsen.
| Sagsnavn                                      | Komplekstype  | Opførelsesår | Adresse                             | Koordinater                                 | Fredningsår (1. fredning) | ID (Link til Kulturarv.dk) | Billede     |
| --------------------------------------------- | ------------- | ------------ | ----------------------------------- | ------------------------------------------- | ------------------------- | -------------------------- | ----------- |
| Amtsgården                                    | Forhus        | 1804         | Adelgade 19, 8660 Skanderborg       | 56°01′50″N 9°56′02″Ø / 56.03043°N 9.93398°Ø |                           | 746-12887-2                | Upload foto |
| Dansepavillonen ved Vestermølle               | Dansepavillon | 1900         | Oddervej 80X, 8660 Skanderborg      | 56°01′41″N 9°57′29″Ø / 56.02810°N 9.95802°Ø |                           | 746-15389-13               | Upload foto |
| Frederik VI's Minde                           | Mindestøtte   |              | Slotsholmen 0, 8660 Skanderborg     | 56°01′37″N 9°55′56″Ø / 56.02694°N 9.93224°Ø |                           | 746--1--1                  | Upload foto |
| Gæstgivergården Jylland, Skruestikken (tidl.) | Forhus        | 1700         | Adelgade 49A, 8660 Skanderborg      | 56°01′58″N 9°55′55″Ø / 56.03284°N 9.93197°Ø |                           | 746-18486-1                | Upload foto |
| Ring Kloster                                  |               | 1818         | Ringklostervej 18, 8660 Skanderborg | 56°00′47″N 9°57′55″Ø / 56.01294°N 9.96527°Ø |                           | 746-16338-5                | Upload foto |
| Ry Station                                    |               | 1910         | Klostervej 3, 8680 Ry               | 56°05′29″N 9°45′31″Ø / 56.09125°N 9.75851°Ø |                           | 746-11655-1                | Upload foto |
| Ry Station                                    |               | 1910         | Klostervej 3, 8680 Ry               | 56°05′29″N 9°45′31″Ø / 56.09125°N 9.75851°Ø |                           | 746-11655-2                | Upload foto |
| Sjelle Præstegård                             |               | 1857         | Præstegårdsvej 1, 8464 Galten       | 56°10′58″N 9°55′52″Ø / 56.18280°N 9.93101°Ø |                           | 746-966-2                  | Upload foto |
| Sjelle Præstegård                             |               | 1853         | Præstegårdsvej 3, 8464 Galten       | 56°10′58″N 9°55′53″Ø / 56.18285°N 9.93144°Ø |                           | 746-966-1                  | Upload foto |
| Sjelle Præstegård                             |               | 1857         | Præstegårdsvej 3, 8464 Galten       | 56°10′58″N 9°55′53″Ø / 56.18285°N 9.93144°Ø |                           | 746-966-4                  | Upload foto |
| Skanderborg Præstegård                        | Forhus        | 1740         | Adelgade 13, 8660 Skanderborg       | 56°01′47″N 9°56′04″Ø / 56.02982°N 9.93446°Ø |                           | 746-12886-1                | Upload foto |
| Skanderborg Rådhus                            |               |              | Adelgade 38, 8660 Skanderborg       | 56°01′52″N 9°56′01″Ø / 56.03114°N 9.93369°Ø |                           | 746-12961-1                | Upload foto |
| Skanderborg Rådhus                            |               |              | Adelgade 38, 8660 Skanderborg       | 56°01′52″N 9°56′01″Ø / 56.03114°N 9.93369°Ø |                           | 746-12961-2                | Upload foto |
| Wedelslund                                    |               | 1722         | Wedelslundvej 2, 8464 Galten        | 56°10′30″N 9°54′59″Ø / 56.17498°N 9.91644°Ø |                           | 746-2034-1                 | Upload foto |